# 前橋市立東小学校
前橋市立東小学校（まえばししりつ あずましょうがっこう）は、群馬県前橋市にある公立小学校。明治7年11月、箱田小学校として西群馬郡箱田村の常円寺に開校した。

## 所在地
- 群馬県前橋市箱田町1452番地1号

## 沿革
- 1874年（明治7年）11月9日 - 西群馬郡箱田村常円寺に箱田小学校として創立。
- 1884年（明治17年）11月 - 西群馬第七小学校。
- 1886年（明治19年） - 西群馬第九尋常小学校。
- 1890年（明治23年）4月 - 前年町村制施行により東村が成立したのに伴い、東尋常小学校と改称。
- 1899年（明治32年）4月 - 東尋常高等小学校と改称。なお、東小学校発祥の碑は、東市民サービスセンターにある。
- 1941年（昭和16年）3月 - 東村尋常高等小学校。
- 1941年（昭和16年）4月 - 国民学校令により、東村国民学校と改称。
- 1947年（昭和22年）4月 - 学制改革により群馬郡東村立東小学校と改称。同時に、東村立東中学校が創立され、東小学校と校舎を借用し、2部授業を行う。
- 1948年（昭和23年）5月 - 小中合同（東小学校・東中学校）PTA発足。
- 1950年（昭和25年）12月 - 校舎が増築され、2部授業解消。
- 1954年（昭和29年）4月1日 - 市町村合併により、前橋市立東小学校と改称。
- 1967年（昭和42年）4月 - 光が丘町3丁目に東中学校の新校舎が完成して、東中学校が移転し、小学校と中学校の隣接状態が終了した。
- 1968年（昭和43年）2月 - 校歌と校旗を制定。
- 1970年（昭和45年）4月 - 大利根小学校を東小学校に併設。
- 1971年（昭和46年）3月 - 大利根小学校が新校舎に移転し、東小学校体育館が完成。
- 1974年（昭和49年）5月 - 南校舎落成。
- 1978年（昭和53年）3月 - 北校舎落成。東小学校開校100周年記念式開催。
- 2006年（平成18年）8月 - 南校舎西半分大規模改修。
- 2007年（平成19年）3月 - 北校舎東6教室増築。
- 2008年（平成20年）10月 - 南校舎東半分大規模改修。
- 2010年（平成22年）4月 - プール塗装。
- 2012年（平成24年）8月 - 体育館耐震補強。
- 2014年（平成26年）11月 - 開校140周年記念式典を開催。
- 2015年（平成27年）12月 - 指導者用タブレット端末配備。
- 2016年（平成28年）8月 - 各教室に無線LAN設備を配備。
- 2019年（平成31年）2月 - 体育館改修。
- 2021年（令和3年）3月 - 学習者用タブレット端末導入。

## 学区
- 箱田町の一部[1]
- 後家町
- 小相木町
- 小相木町1丁目
- 古市町の一部
- 古市町1丁目
- 江田町の一部
- 光が丘町
- 新前橋町

## 学校周辺
- 滝川
  - 東大橋
- 萬日堂

## アクセス
- 永井バス「循51 マイバス西循環」（左回り）・「循52 マイバス西循環」（右回り）で、「東小学校」バス停下車。
- 日本中央バス川曲線（中央前橋駅～新前橋駅～群馬医療福祉大学）「公民館入口」バス停下車後、徒歩約325m・約5分。
  - JR東日本新前橋駅・上毛電鉄中央前橋駅から、上述の永井バス「マイバス西循環」で、「東小学校」バス停下車。
  - JR東日本新前橋駅から、上述の日本中央バス川曲線で「公民館入口」バス停下車後、徒歩。